# Arctic Adventure
Arctic Adventure to platformowa gra komputerowa na platformę DOS, wydana przez Apogee Software w 1991 roku. Jest to sequel Pharaoh's Tomb. Gracz wciela się w rolę Nevady Smitha – archeologa, który w pogoni za sławą i uznaniem wyrusza do Arktyki na poszukiwanie skarbu Wikingów. Oryginalnie gra została wydana w modelu shareware, od 2009 roku dostępna jest jako freeware.

## Fabuła
Akcja gry dzieje się pół roku po wydarzeniach opisanych w poprzedniej części, w której bohater odkrył skarby ukryte w nieznanym wcześniej grobowcu faraona. Niestety nie zyskał tym sobie takiego uznania, na jakie liczył. Wprawdzie jego przełożony – doktor Jones – wreszcie go docenił, ale już szersze grono naukowe oraz „tak zwani” eksperci zwyczajnie uznali całą sprawę za ślepy fart – coś typowego dla nowicjusza. Nevada Smith nie poddał się jednak i przez pół roku ślęczał nad księgami w poszukiwaniu szansy na kolejne doniosłe odkrycie, które pomogłoby mu zamknąć usta wszystkim oponentom. Ciężka praca przynosi efekty i po wielu miesiącach bohater odkrywa starożytny nordycki zwój, w którym opisana jest historia ukrycia ogromnego skarbu przez grupę wikingów. 
Skarb ten, a w zasadzie łupy wojenne, zostały ukryte w jaskini, w Arktyce. Jej lokalizację zaznaczono na mapie, którą następnie podzielono na cztery części. Poszczególne elementy ukryto w innych jaskiniach tak, aby tylko członek oryginalnej wyprawy mógł je odnaleźć. Niestety w drodze powrotnej statek wikingów zatonął, a wraz z nim przepadły wszelkie szanse na odnalezienie skarbu. Nevada Smith postanawia wyruszyć do jaskiń Arktyki na poszukiwanie fragmentów mapy, aby przy ich pomocy odnaleźć legendarny skarb.

## Rozgrywka
Gra podzielona jest na cztery epizody, z czego każdy zawiera dwadzieścia etapów. W przeciwieństwie do Pharaoh's Tomb, w ramach danego epizodu gracz porusza się po ekranie mapy i samodzielnie decyduje o tym, który etap uruchomi (w Pharaoh's Tomb gracz nie miał wpływu na kolejność uruchamianych etapów). Dostęp do niektórych etapów jest utrudniony poprzez zamknięte drzwi, do których klucze można znaleźć w obrębie innych etapów (klucze są uniwersalne – każdy klucz pasuje do każdych drzwi). W obrębie ekranu mapy znajdują się też zalane korytarze, do przebycia których potrzebna jest łódź. Tą również można zdobyć w jednym z etapów. Część mapy jest ukryta na końcu ostatniego etapu, do którego dostęp gracz uzyskuje dopiero po ukończeniu pozostałych dziewiętnastu etapów.
Gracz dysponuje nieskończoną ilością żyć. Uzbrojony jest w rewolwer z ograniczoną ilością amunicji, którą musi na bieżąco uzupełniać zbierając odpowiednie przedmioty. Poszczególne etapy mają wielkość jednego ekranu. Dostęp do wyjścia jest najczęściej zatarasowany przez bloki lodu, które można usunąć przy pomocy dostępnych w obrębie danego etapu kilofów. Zazwyczaj konieczne jest więc obejście całego etapu. Zadanie to utrudniają wrogowie, których można zabić przy pomocy rewolweru, oraz statyczne pułapki (kolce, spadające głazy, kule śniegowe itd.), do ominięcia których potrzebny jest refleks.

## Odbiór
Gra nie zyskała zbyt dużej popularności i nawet w dzisiejszych czasach pozostaje mało znana, na co wskazują bardzo nieliczne recenzje. Duży wpływ na to miał fakt, że graficznie i technicznie była dość archaiczna – wydany rok wcześniej Commander Keen korzystał z nowocześniejszej grafiki EGA i umożliwiał przesuwanie obrazu w obrębie jednego etapu. Bardzo odległa pozycja w oficjalnym katalogu wydawcy wskazuje, że nie była to gra szczególnie istotna dla Apogee. 
Zwraca się jednak uwagę na fakt, że gra dość dobrze rozwinęła pomysły i mechaniki względem części pierwszej.